# Пинанг (аэропорт)
Международный аэропорт Пинанг (малайск. Lapangan Terbang Antarabangsa Pulau Pinang) (ИАТА: PEN, ИКАО: WMKP) — международный аэропорт, расположенный на севере Малайзии. Аэропорт расположен недалеко от городка Баян-Лепас на юго-восточной оконечности острова Пинанг, в 16 км к югу от центра города.
Международный аэропорт Пенанга, третий по загруженности аэропорт Малайзии, зарегистрировал 7,23 миллиона прибытий туристов в 2017 году.
Международный аэропорт Пинанга является третьим по загруженности аэропортом в Малайзии по пассажиропотоку и вторым по грузовым перевозкам. Аэропорт также является одним из узловых аэропортов малазийских бюджетных перевозчиков AirAsia и Firefly.

## История

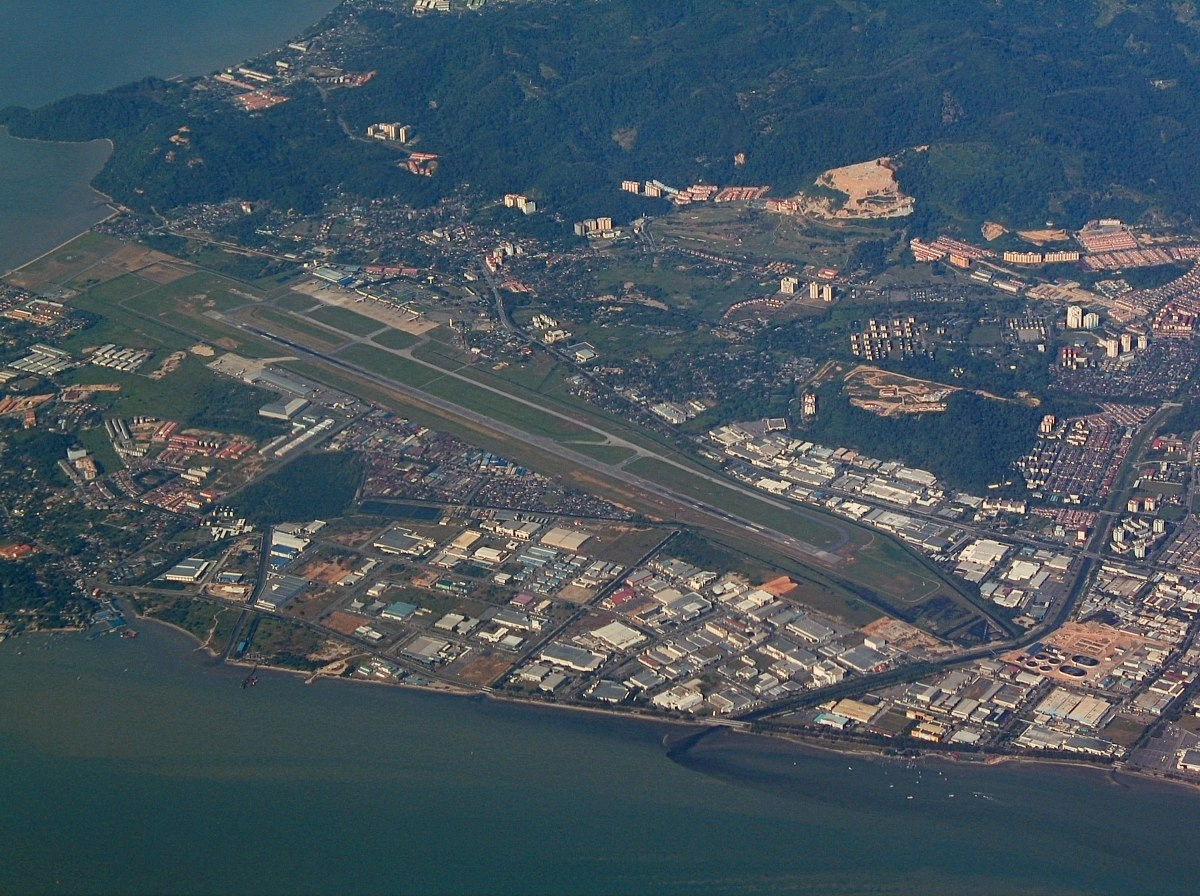
Вид с воздуха на аэропорт.

Аэропорт, который тогда назывался Международным аэропортом Баян-Лепас, был построен в 1935 году, когда Пинанг был частью британской коронной колонии Стрейтс-Сетлментс.
В 1970-х годах была проведена крупная реконструкция аэропорта, в ходе которого было построено здание терминала в стиле традиционной архитектуры Минангкабау и расширена взлетно-посадочная полоса для размещения самолетов Boeing 747, которые на тот момент были крупнейшими пассажирскими реактивными самолетами. После завершения работ по расширению в 1979 году аэропорт был переименован в международный аэропорт Пинанг.
В декабре 2019 года MAHB объявила о плане расширения аэропорта на 800 миллионов ринггитов, при этом работы, состоящие из 4 этапов должны были начаться в марте 2020 года и должны были быть завершены к 2024 году. Это должно было увеличить пропускную способность аэропорта с 6,5 миллионов пассажиров в год до 12 миллионов в год. При этом фактическое количество пассажиров составило 8,3 миллиона человек. Однако в мае 2020 года главный министр Пинанга Чоу Кон Йео заявил, что начало работ по расширению аэропорта может быть перенесено на срок от шести месяцев до года из-за COVID-19.
5 апреля 2020 года главный министр Чоу Кон Йео заявил, что все международные рейсы в Пинанг прекращены, хотя внутренние рейсы продолжаются.

## Характеристики

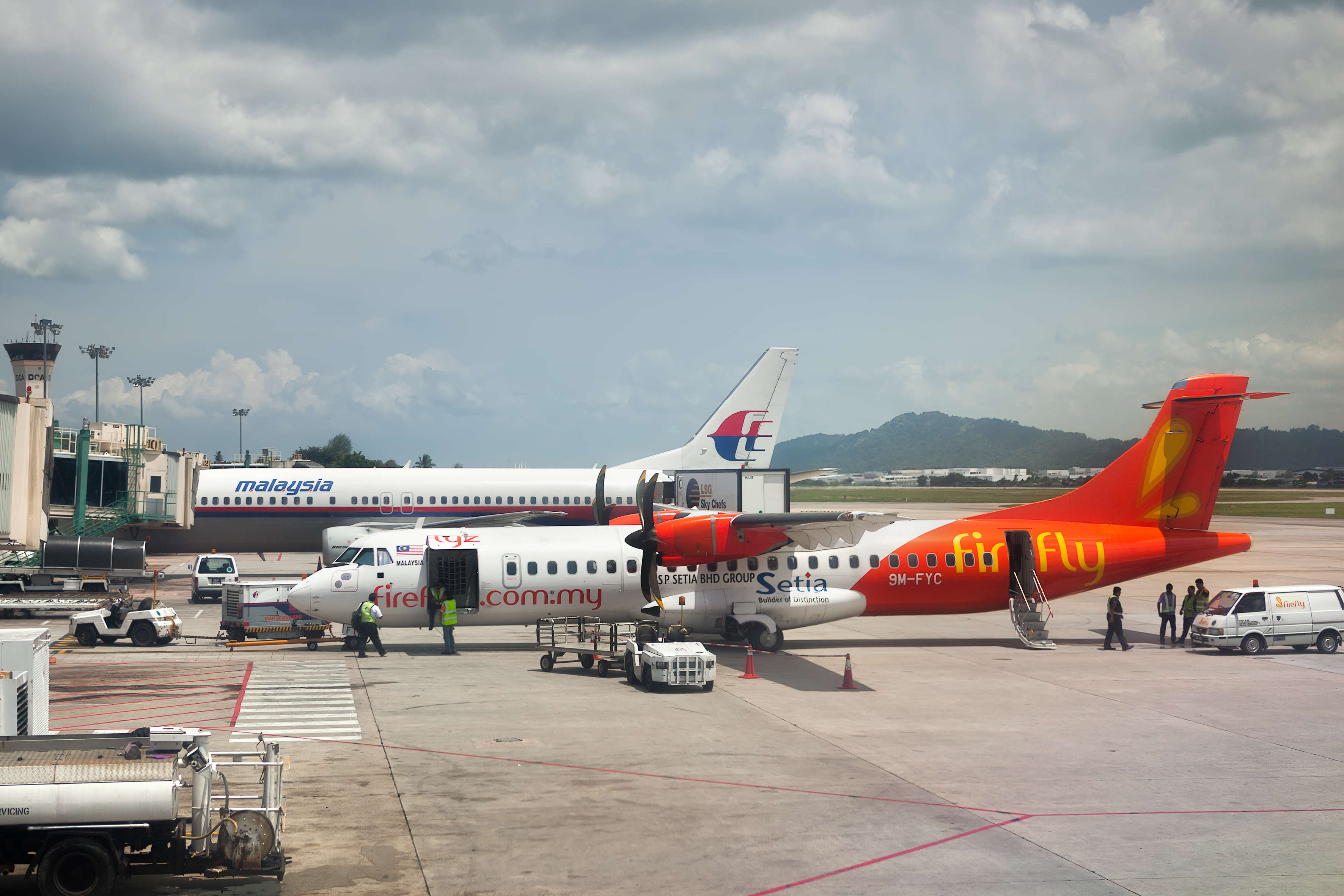
ATR 72-500 авиакомпании Firefly стоит в международном аэропорту Пенанга.

В последние годы аэропорт стал источником разногласий между правительством штата Пинанг и федеральным правительством Малайзии, поскольку транспортная инфраструктура по всей Малайзии находится в ведении последнего. Призывы правительства штата Пинанг расширить аэропорт в основном оставались без внимания федерального правительства Малайзии, даже несмотря на то, что аэропорт превысил свою максимальную пропускную способность в 6,5 миллионов пассажиров. В 2017 году федеральные власти наконец объявили о планах расширения пропускной способности аэропорта до 12 миллионов пассажиров в год к 2029 году. Расширение аэропорта было приостановлено в 2020–2022 годах из-за проблем с приобретением земли и финансированием, однако министерство транспорта Малайзии подтвердило свои планы.

## Статистика
Международный аэропорт Пинанга является третьим по загруженности аэропортом в стране по объёму пассажиропотока после аэропортов Куала-Лумпура и Кота-Кинабалу и вторым по объёму грузопотока из всех аэропортов Малайзии после аэропорта Куала-Лумпура. 
Данные из запроса в Викиданные.
| Место | Пункт назначения              | Количество рейсов (в неделю) | Авиакомпании       | Прим. |
| ----- | ----------------------------- | ---------------------------- | ------------------ | ----- |
| 1     | Сингапур                      | 68                           | 3K, TR, SQ, AK     |       |
| 2     | Медан, Индонезия              | 53                           | JT, QG, QZ, AK, FY |       |
| 3     | Бангкок–Донмыанг, Таиланд     | 14                           | FD                 |       |
| 4     | Тайбэй, Тайвань               | 13                           | JX, CI             |       |
| 5     | Джакарта, Индонезия           | 10                           | AK, ID, QZ         |       |
| 6     | Бангкок–Суварнабхуми, Таиланд | 7                            | WE                 |       |
| 7     | Хошимин, Вьетнам              | 5                            | AK                 |       |
| 8     | Банда-Ачех, Индонезия         | 5                            | FY, ID             |       |
| 9     | Пхукет, Таиланд               | 4                            | FY                 |       |
| 10    | Гонконг, Китай                | 3                            | CX                 |       |
| 11    | Сурабая, Индонезия            | 3                            | QZ                 |       |
| 12    | Денпасар, Индонезия           | 2                            | AK                 |       |

| Место | Пункт назначения     | Количество рейсов (в неделю) | Авиакомпании   | Прим. |
| ----- | -------------------- | ---------------------------- | -------------- | ----- |
| 1     | Куала-Лумпур         | 111                          | AK, MH, OD, Z9 |       |
| 2     | Субанг, Селангор     | 83                           | FY, OD         |       |
| 3     | Джохор-Бару, Джохор  | 53                           | AK, FY         |       |
| 4     | Лангкави, Кедах      | 32                           | AK, FY         |       |
| 5     | Кота-Кинабалу, Сабах | 28                           | FY             |       |
| 6     | Кучинг, Саравак      | 28                           | AK, FY         |       |
| 7     | Кота-Бару, Келантан  | 7                            | FY             |       |
| 8     | Малакка              | 7                            | OD             |       |

| Место                                       | Гражданство          | Количество |
| ------------------------------------------- | -------------------- | ---------- |
| 1                                           | Индонезия            | 264,546    |
| 2                                           | Сингапур             | 154,063    |
| 3                                           | Китай                | 59,661     |
| 4                                           | Япония               | 24,065     |
| 5                                           | Австралия            | 20,232     |
| 6                                           | США                  | 17,099     |
| 7                                           | Великобритания       | 16,956     |
| 8                                           | Таиланд              | 15,471     |
| 9                                           | Китайская Республика | 14,225     |
| 10                                          | Индия                | 7,401      |
| Всего                                       | Всего                | 593,719    |
| Источник: Миграционный департамент Малайзии |                      |            |

## Наземный транспорт
Компания Rapid Penang выполняла четыре автобусных маршрута в международный аэропорт Пинанга и обратно, соединяющих аэропорт с различными частями острова Пенанг.
Кроме того, по состоянию на декабрь 2020 года правительство штата планировало строительство системы легкорельсового транспорта, который соединит международный аэропорт Пенанга и Комтар с 27 промежуточными станциями.

## Авиакатастрофы и происшествия
- 28 марта 1981 г: Douglas DC-9 авиакомпании Garuda Indonesia, захваченный террористами, остановился для дозаправки в международном аэропорту Пинанга. Во время дозаправки угонщики вытащили из самолета пожилую женщину по имени Хульда Панджайтан, потому что она продолжала плакать. Затем самолет взлетел и приземлился в аэропорту Донмыанг в Бангкоке.
- 9 ноября 1985: Два британско-австралийских преступника, Кевин Барлоу и Брайан Чеймберс, были задержаны в аэропорту при попытке контрабанды героина в Австралию. Оба были арестованы и позже приговорены к смертной казни.
- 9 января 2000 г: Boeing 747-230F Korean Air Cargo, приближающийся к взлетно-посадочной полосе 22, потерял закрылок, который пробил фюзеляж, в результате чего образовалась дыра шириной 1 м.
- 1 января 2020 г .: Лесной пожар возле аэропорта вызвал тревогу у властей, но рейсы в аэропорт не были остановлены[27].